# نیو برایتن، پنسیلوانیا
نیو برایتن، پنسیلوانیا (به انگلیسی: New Brighton, Pennsylvania) یک بخش در ایالات متحده آمریکا است که در شهرستان بیور، پنسیلوانیا واقع شده‌است.

## خصوصیات
نیو برایتن ۲٫۹ کیلومترمربع مساحت و ۶٬۰۲۵ نفر جمعیت دارد و ۲۴۵٫۰۶ متر بالاتر از سطح دریا واقع شده‌است.